# Comentiolus
Pour l’article homonyme, voir Comentiolus (frère de Phocas).
Comentiolus (en grec : Κομεντίολος) (mort en 602) est un important général byzantin de la fin du VIe siècle lors du règne de Maurice. Il joue un rôle majeur dans les campagnes de celui-ci dans les Balkans et combat aussi contre les Sassanides sur la frontière orientale de l'empire.

## Biographie
Rien n'est connu sur le début de sa vie à l'exception qu'il vient de Thrace. Il apparaît pour la première fois en 583 comme officier dans les corps des Excubiteurs, la garde impériale. Il accompagne alors une ambassade byzantine envoyée auprès Bayan, le Khagan des Avars. Selon l'historien Théophylacte Simocatta, il suscite la colère du khagan du fait de ses déclarations franches. Il est alors brièvement emprisonné.
Il est probable que sa proximité avec l'empereur date du temps où Maurice est comes des Excubiteurs avant sa montée sur le trône. Tout au long de sa carrière, Comentiolus est loyal envers Maurice et ce dernier garde un œil sur la carrière de son protégé. L'année suivante, à la suite d'une trêve avec les Avars, il est nommé à la tête d'une brigade (taxiarcha) opérant contre les tribus slaves lançant des raids en Thrace. Ces dernières parviennent jusqu'au mur d'Anastase, le premier dispositif défensif protégeant Constantinople. Comentiolus les défait sur la rivière Erginia, près du mur. Comme récompense, il est nommé magister militum praesentalis en 585.
À cette occasion ou peut-être un peu plus tard (en 589), il reçoit le titre de patrice. À l'été 585, il défait de nouveau une force importante de Slaves et en 586, il reçoit la direction de la guerre contre les Avars après qu'ils ont brisé la trêve. En 587, il rassemble une armée forte de 10 000 hommes à Anchialos. Il prépare une embuscade contre le Khagan des Avars dans les monts Haemus mais il échoue.
En 589, il semble avoir été nommé magister militum Spaniae comme l'atteste une inscription portant son nom à Carthagène. Toutefois, elle pourrait avoir été faite par un personnage homonyme. À l'automne 589, il revient en Orient en remplacement de Philippicus pour diriger l'armée orientale dans la guerre contre les Sassanides. Son armée est défaite lors de la bataille de Sisauranon la même année et ne parvient pas à reprendre Martyropolis. Toutefois, durant le printemps de l'année 590, alors qu'il est à son quartier-général à Hiérapolis, il reçoit un voyageur inattendu en la personne de Khosro II, le prétendant légitime au trône perse. Celui-ci a fui vers le territoire byzantin pour rechercher de l'aide contre l'usurpateur Vahram VI. L'empereur Maurice décide de soutenir l'empereur exilé et rassemble une armée pour lui permettre de reprendre le pouvoir. Dans un premier temps, Comentiolus est choisi pour la diriger mais Khosro se plaint du manque de respect du général à son égard. De fait, Comentiolus est remplacé par Narsès. Toutefois, Comentiolus prend part à la campagne comme commandant de l'aile droite de l'armée. Khosro parvient à chasser l'usurpateur et remercie les Byzantins par le biais d'un traité mettant fin à une guerre longue de presque 20 ans. En outre, il cède toutes les cités de Mésopotamie perdues par les Byzantins ainsi que la quasi-totalité de l'Arménie.
Cette paix favorable permet aux Byzantins de se concentrer contre les incursions des Slaves et des Avars dans l'Illyricum. En 598, Comentiolus est de nouveau envoyé faire campagne contre les Avars, probablement avec le titre de magister militum de Thrace. Après une lourde défaite causée par sa négligence à positionner correctement ses troupes pour la bataille, son armée est dispersée et lui-même doit fuir vers Constantinople. À son retour, il fait face à des accusations de trahison. Elles sont abandonnées à la demande de l'empereur et Comentiolus est confirmé dans sa fonction de général en Thrace. Quand l'armée se révolte contre Maurice en 602, Comentiolus est chargé de défendre les murailles de Constantinople. Finalement, Phocas parvient à pénétrer dans la cité et Comentiolus fait partie des premiers dignitaires de l'ancien régime à être exécuté.

## Sources
- (en) John R. Martindale, A. H. M. Jones et John Morris, The Prosopography of the Later Roman Empire : Volume III, AD 527–641, Cambridge University Press, 1992, 1626 p. (ISBN 978-0-521-20160-5, lire en ligne)
- (en) Michael Whitby, The Emperor Maurice and his historian : Theophylact Simocatta on Persian and Balkan warfare, Oxford, Oxford University Press, 1998, 388 p. (ISBN 0-19-822945-3)